# Michalová
Michalová este o comună slovacă, aflată în districtul Brezno din regiunea Banská Bystrica. Localitatea se află la altitudinea de 586 m deasupra n.m., se întinde pe o suprafață de 14,33 km2 și în 2017 număra 1.361 de locuitori.

## Istoric
Localitatea Michalová este atestată documentar din 1786.

## Demografie
| An:                | 1994 | 2004   | 2014   | 2024    |
| ------------------ | ---- | ------ | ------ | ------- |
| Număr de persoane: | 1371 | 1391   | 1372   | 1208    |
| Diferență:         |      | +1,45% | −1,36% | −11,95% |

| An:                | 2023 | 2024   |
| ------------------ | ---- | ------ |
| Număr de persoane: | 1234 | 1208   |
| Diferență:         |      | −2,10% |